# جويل غيريرو خواريز
جويل غيريرو خواريز (بالإسبانية: Joel Guerrero Juárez)‏ هو سياسي مكسيكي، ولد في 3 ديسمبر 1950 في باتشوكا في المكسيك. حزبياً، نشط في الحزب الثوري المؤسساتي. وقد انتخب عضو مجلس النواب المكسيك.